# Drei-Schritt-Interview
Das Drei-Schritt-Interview ist eine Methode des kooperativen Lernens. Es soll das gezielte Fragen und das aktive Zuhören fördern. Es findet sich vorwiegend in schulischen Zusammenhängen beschrieben.
Die Lernenden werden in Gruppen zu je drei Lernenden aufgeteilt.
- Im ersten Schritt interviewt Person A die Person B, wobei Person C sich als Beobachter Notizen über die wesentlichen Aussagen macht.
- Im zweiten Schritt interviewt Person B die Person C, wobei Person A sich als Beobachter Notizen über die wesentlichen Aussagen macht.
- Im dritten Schritt interviewt Person C die Person A, wobei Person B sich als Beobachter Notizen über die wesentlichen Aussagen macht.

Der Zeitraum für ein Interview muss vorher vom Lehrer festgelegt werden. Danach werden zwei Dreiergruppen zusammengeführt. Die sechs Beobachter berichten anhand ihrer Notizen über die wichtigsten Aussagen.
Die Methode findet sich auch in Varianten mit zwei und vier Schülern beschrieben.
Mit dieser Methode kann man die persönlichen Erfahrungen der Lernenden ermitteln, um dann darauf zum Beispiel im Unterricht oder Workshop aufzubauen.
Themen für das Drei-Schritt-Interview sind zum Beispiel Erfahrungen im Bereich Demokratie, Gerechtigkeit, Werte und so weiter oder Reaktionen, die ein Gedicht o. ä. ausgelöst hat oder Schlussfolgerungen, die sich aus einer Unterrichtseinheit ergeben haben.